# Estreito dos Coqueiros
O Estreito dos Coqueiros é um canal natural que separa a ilha de Upaon-Açu (São Luís) da ilha de Tauá-Mirim, na baía de São Marcos, na região central do Golfão Maranhense.
O Maranhão tem aproximadamente 640 km de litoral, concentrando 36% manguezais brasileiros, apresentando uma variedade de ambientes estuarinos (rias, reentrâncias, baias, estuários, entre outros). As águas possuem elevada turbidez devido ao aporte de material particulado do continente e das áreas de manguezais. 
O Campo de Perizes é uma planície flúvio-marinha, formada por campos alagados, localizada ao sul da ilha de Upaon-Açu. na saída de São Luís, após os Estreito dos Coqueiros e Estreito dos Mosquitos.

## Porto da Alumar
O porto da Alumar está localizado na baía de São Marcos, na confluência do Estreito dos Coqueiros com o Rio dos Cachorros, a oeste da ilha de Upaon-açu, tendo na margem oposta a ilha de Tauá-Mirim. Tem um canal de acesso de 5,5 km, a partir do porto do Itaqui, com uma largura mínima de 120 metros, sinalizado e balizado pela própria empresa, onde atracam navios graneleiros em um cais de 252 m de comprimento.
O porto pode receber navios de até 50 mil toneladas, com calado de 8 a 12 metros quando carregados.
Projetado inicialmente para descarregamento de matérias-primas, como bauxita, carvão, coque, piche, soda cáustica e carvão mineral, também foi concebido para operar com exportação.